# Krajno Pierwsze
Krajno Pierwsze is een plaats in het Poolse district  Kielecki, woiwodschap Święty Krzyż. De plaats maakt deel uit van de gemeente Górno en telt 630 inwoners.